# Gryposaurus monumentensis
Espèce
Gryposaurus monumentensis est une espèce éteinte de dinosaures ornithopodes de la famille des hadrosauridés. Un fossile de cette espèce a été trouvé en Amérique du Nord.

## La tête
Ce dinosaure a un bec et 800 dents au plus.

## Nourriture
Ce dinosaure mangeait des végétaux.

## Époque
Il vivait il y a environ 73 millions d'années, c'est-à-dire pendant le Crétacé supérieur (étage Campanien), soit environ 10 millions d'années avant l'extinction du Crétacé qui a fait disparaître les derniers dinosaures non-aviens.

## Sources
- Mon Quotidien n° 3 310, article principal de la partie « monde ».